# 中国保龄球协会
中国保龄球协会是中华人民共和国保龄球运动者和爱好者等组成的全国性体育组织，由中华全国体育总会领导，成立于1985年5月24日，会址位于北京市。